# Jane Stirling
Jane Wilhelmina Stirling (15. juli 1804 – 6. februar 1859) var en skotsk amatørpianist, der er bedst kendt for at være Frédéric Chopins elev og ven; to af hans nocturner er dedikeret til hende (opus 55, nr. 1 og 2). På hendes foranledning og støttet af hendes midler tog Chopin på koncertturné i England og Skotland i 1848, og efter hans død i 1849 tog hun sig af hans efterladte ejendele og manuskripter. Skønt der ikke findes belæg for, at de var kærester, blev hun efter Chopins død ofte benævnt ”Chopins enke”.

## Biografi
Stirling var den yngste i en børneflok på 13. Hendes far, John Stirling, Laird of Kippendavie, ejede Kippenross House i nærheden af Dunblane i Perthshire, Skotland, og nedstammede fra en skotsk adelsslægt. Stirlings mor døde, da hun var 12 år, og hendes far døde, da hun var 16. Arven gjorde hende til en velhavende ung dame. Hun kom derefter i pleje hos sin storesøster Mrs. Katherine Erskine, der var 29 år og enke. Stirling var afholdt og meget køn; angiveligt afslog hun mere end 30 frierier. Fra 1826 boede hun og hendes storesøster skiftevis i Skotland og Paris. Stirling gik ikke blot op i musik og kunst, men også emner som fængselsreformering, homøopati og den protestantiske bevægelse.
Stirling mødte Frédéric Chopin i 1842 eller 1843 og blev hans elev. At hun var en talentfuld pianist fremgår af en bemærkning, som Chopin sagde til hende: ”En dag vil du spille rigtig, rigtig godt.” I slutningen af sit liv overlod han endda en af sine andre elever, Vera Rubio, til Stirlings undervisning. I 1844 dedikerede han sine to Nocturner opus 55 til hende. Hun nærede også ønske om at lære at spille cello, så Chopin henviste hende til sin ven og medarbejder Auguste Franchomme.
Jane Stirling hjalp Chopin med at samle de franske versioner af de fleste af hans værker i syv bind og udarbejde et tematisk register. Disse bind blev senere brugt af den franske musikforsker og Chopin-biograf Édouard Ganche til at udarbejde den første Oxford-udgave af Chopins værker. Hvorvidt Chopin havde i sinde, at samlingen skulle tjene som udgangspunkt for en revideret udgave af hans værker, er uvist. Hun fungerede også som hans sekretær, agent og forretningsbestyrer. Hun stod for arrangeringen af hans koncert i Salle Pleyel den 16. februar 1848 og sørgede for opvarmningen, ventilationen og blomsterdekorationerne. Det sidste nummer til koncerten var Barcarolle i Fis-dur (opus 60), men Chopin var for udmattet til at spille stykket til ende. Det lykkedes ham at gå fra scenen til omklædningsrummet, men dér kollapsede han i Jane Stirlings arme. Koncerten blev hans sidste i Paris. Der havde været planer om endnu en koncert i marts, men den 23. februar brød Februarrevolutionen ud; mange folk flygtede fra Paris, og Chopin var pludselig blevet frarøvet sit levebrød.
Jane og hendes søster foreslog Chopin at give koncerter i England. På det tidspunkt var han syg og ønskede ikke at tage af sted, men da han havde brug for pengene, som han kunne tjene på sådan en turné, bøjede han sig. De forlod Paris den 20. april 1848. Via Jane Stirling blev Chopin præsenteret for det bedre britiske borgerskab. Han spillede ved en privat reception den 15. maj, hvor Dronning Victoria og Prins Albert var til stede (Chopin blev dog ikke inviteret til at spille for dem på Buckingham Palace, som det er blevet postuleret). I august takkede Chopin ja til at tage med Jane Stirling og hendes søster til deres skotske hjemland. I nærheden af Edinburgh opholdt de sig på slottet Calder House, der var ejet af søstrenes svoger Lord Torphichen. (Calder House var det sted, hvor John Knox i 1556 for første gang havde holdt gudstjeneste). Stirling og hendes søster tog Chopin med til den ene slægtning efter den anden og fra by til by, men Chopin, der kun talte fransk og polsk, kunne ikke kommunikere med nogen af dem, og de mange ture og besøg formåede kun at ødelægge hans helbred yderligere. I Manchester spillede han den 28. august tre stykker, men var så afkræftet, at han måtte bæres væk fra scenen. Alle hans udgifter på rejsen blev betalt af Stirling. I slutningen af oktober 1848 tilbragte Chopin nogle dage hos den polske læge Dr. Adam Łyszczyński i Edinburgh, og her skrev Chopin sit testamente – ”en fordeling af mine ejendele for det tilfælde, at jeg skulle falde død om et sted,” som han skrev til sin ven Wojciech Grzymała.
Selvom Stirling var næsten seks år ældre end Chopin (hun var født i juli 1804, samme måned som George Sand), gik der på den tid rygter om, at hun og Chopin snart ville indgå forlovelse. Dette skete dog aldrig, og intet i Chopins breve tyder på, at han nogensinde har næret romantiske følelser for hende. Tværtimod kedede hun ham ofte. Til en ven sagde han: ”De har giftet mig med Miss Stirling; hun kunne lige så godt have giftet sig med Døden.”
Chopin gav sin sidste koncert den 16. november i Guildhall i London, hvor han spillede på trods af graverende sygdom. Stirling, hendes søster og Chopin vendte hjem til Paris den 24. november. Chopin var ikke længere i stand til at give koncerter eller undervise, men Jane Stirling hjalp med at betale hans udgifter.
I de sidste uger af Chopins liv i 1849 hyrede Stirling den polske kunstner Teofil Kwiatkowski til at male et oliemaleri af Chopin; maleriet forestiller også Chopins storesøster Ludwika (Louisa) Jędrzejewicz, Marcelina Czartoryska og Grzymała.
I september 1849 flyttede Chopin ind i en smuk, lys lejlighed på 12 Place Vendôme. Lejligheden, der lå på anden sal, havde syv værelser og havde tidligere huset den russiske ambassade; selv havde Chopin ikke råd til den, men Jane Stirling havde lejet den til ham.
Få dage før Chopins død den 17. oktober købte Stirling hans flygel. Hun betalte samtlige udgifter til hans begravelse og til Ludwikas hjemrejse til Warszawa, og hun sørgede for, at hans flygel fulgte med Ludwika. Hun købte alt Chopins tilbageværende inventar og alle hans ejendele samt den dødsmaske, Auguste Clésinger havde lavet af ham. Hun lod noget af inventaret fragte til Calder House i nærheden af Edinburgh. Dér blev det udstillet i et særligt rum, der blev kendt som ’Chopin-museet’. Hun indsamlede også forskellige manuskripter, skitser, breve og andre af Chopins papirer, der indeholdt håndskrevne kommentarer, alternative versioner og dedikationer. Hun førte en betydelig korrespondance med Ludwika Jędrzejewicz angående udgivelsen af nogle af hans efterladte værker, og 25 af disse breve findes i dag på Muzeum Fryderyka Chopina i Warszawa.
Chopin havde sagt til Jane Stirling, at hun var den eneste, der kendte hans sande fødselsdato. Hun skrev den ned på et stykke papir og gemte det i en kasse, som ligger begravet sammen med ham på Père-Lachaise-kirkegården i Paris. Ved tiåret for hans død spredte hun noget jord fra Polen, som hun havde fået af Ludwika, over hans grav.
Hun fortsatte med at få klaverundervisning af Thomas Tellefsen, der selv havde været elev af Chopin.
Jane Stirling døde af en cyste på æggestokken den 6. februar 1859, 54 år gammel. Hun blev begravet den 11. februar i nærheden af Dunblane Castle. Hun havde testamenteret Chopin-museet til Chopins mor Justyna Chopin. I 1863 blev mange af Chopins efterladte ejendele ødelagt under et russisk angreb på Warszawa. En ting, som endnu eksisterer, er en lok af hans kastanjebrune hår, som Jane Stirling havde beholdt.
Den første biografi om Jane Stirling, skrevet af Audrey Evelyn Bone, blev udgivet i 1960.

## Et alternativt synspunkt: Jenny Lind
Det er blevet hævdet, at den økonomiske støtte, som Jane Stirling og Katherine Erskine siges at have ydet Chopin, i virkeligheden stammede fra den svenske sopran Jenny Lind, og at de skotske søstre blot handlede på vegne af den anonyme Lind. Deres far havde kun efterladt dem £300, hvilket slet ikke har været nok til at dække den generøsitet, som blev ydet Chopin.